# Dannefeld
Dannefeld ist ein Ortsteil der gleichnamigen Ortschaft der Hansestadt Gardelegen im Altmarkkreis Salzwedel in Sachsen-Anhalt, Deutschland.

## Geografie

### Lage

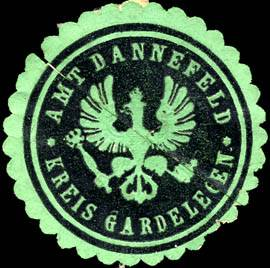
Siegelmarke Amt Dannefeld

Dannefeld, ein Dorf mit Kirche, liegt im Naturpark Drömling, 18 Kilometer westlich der Stadt Gardelegen und 13 Kilometer nordöstlich der Stadt Oebisfelde in der Altmark. Südlich des Dorfes fließt der Dannefelder Moorgraben durch den Dannefelder Drömling in den Friedrichskanal, der in die Ohre mündet.

### Ortschaftsgliederung
Zur Ortschaft Dannefeld gehören die beiden Ortsteile Kahnstieg und Dannefeld mit den Kolonien Sauergrund und Winkel, früher Plitschenwinkel, später Plüschenwinkel. Ehemalige Wohnplätze von Dannefeld sind der Abbau Drömling (nördlich von Kahnstieg) und der Wohnplatz Kabelwiese (östlich von Kahnstieg).

## Geschichte

### Mittelalter bis Neuzeit
Die erste urkundliche Erwähnung von Dannefeld stammt aus dem Jahre 1438 als Dannenfelde. Zu dieser Zeit war der Ort bereits wüst. Auch noch 1458 wird eine wüste Dorfstätte Dannenuelde genannt. Um 1500 wurde das Dorf auf der wüsten Feldmark als Sackgassendorf neu errichtet, vielleicht im alten Grundriss. Weitere Erwähnungen sind 1541 Dannefeldt, 1567 Tannenfeld und 1687 Dannefeld.
Im Jahre 1953 entstand die erste Landwirtschaftliche Produktionsgenossenschaft vom Typ III, die LPG „Klara Zetkin“.

### Eingemeindung
Ursprünglich gehörte das Dorf zum Salzwedelischen Kreis der Mark Brandenburg in der Altmark. Zwischen 1807 und 1810 lag es im Kanton Mieste auf dem Territorium des napoleonischen Königreichs Westphalen. Ab 1816 gehörte die Gemeinde zum Kreis Gardelegen, dem späteren Landkreis Gardelegen.
Am 25. Juli 1952 kam die Gemeinde zum Kreis Klötze. Nach dessen Auflösung wurde Dannefeld am 1. Juli 1994 der Altmarkkreis Salzwedel zugeordnet.
Kahnstieg wurde anfangs als Wohnplatz und etwa ab 1985 als Ortsteil von Dannefeld geführt. Am 1. Januar 2011 wurde die bis dahin selbstständige Gemeinde mit dem Ortsteil Kahnstieg zusammen mit 17 weiteren Gemeinden per Landesgesetz in die Hansestadt Gardelegen eingemeindet.

### Einwohnerentwicklung
| Jahr | Einwohner |
| ---- | --------- |
| 1734 | 180       |
| 1774 | 119       |
| 1789 | 199       |
| 1798 | 192       |
| 1801 | 190       |
| 1818 | 178       |

| Jahr | Einwohner |
| ---- | --------- |
| 1840 | 280       |
| 1864 | 326       |
| 1871 | 321       |
| 1885 | 320       |
| 1895 | 389       |
| 1905 | 470       |

| Jahr | Einwohner |
| ---- | --------- |
| 1910 | [00]607   |
| 1925 | 641       |
| 1939 | 580       |
| 1946 | 897       |
| 1964 | 627       |
| 1971 | 575       |

| Jahr | Einwohner |
| ---- | --------- |
| 1981 | 498       |
| 1993 | 444       |
| 2006 | 393       |
| 2009 | 380       |
| 2012 | [00]337   |
| 2021 | [0]297    |

| Jahr | Einwohner |
| ---- | --------- |
| 2022 | 303       |

Quelle bis 2006, wenn nicht angegeben:

## Religion
Die evangelischen Kirchengemeinde Dannefeld, die früher zur Pfarrei Jeggau gehörte, wird heute betreut vom Pfarrbereich Mieste des Kirchenkreises Salzwedel im Propstsprengel Stendal-Magdeburg der Evangelischen Kirche in Mitteldeutschland.
Bereits im Jahre 1976 waren die Kirchengemeinden Dannefeld, Köckte und Miesterhorst mit der Kirchengemeinde Oebisfelde vereinigt worden. Zugleich kam Kirchengemeinde vom Kirchenkreis Gardelegen zum Kirchenkreis Oebisfelde. Im Jahre 2003 wurden schließlich die Kirchengemeinden Oebisfelde, Mieste, Miesterhorst und Sichau zum Kirchspiel Mieste vereinigt.
Die ältesten überlieferten Kirchenbücher für Dannefeld stammen aus dem Jahre 1767.

## Politik

### Ortsbürgermeister
Ortsbürgermeister der Ortschaft Dannefeld ist Maik Lüer (Stand: Januar 2023).

### Ortschaftsrat
Bei der Ortschaftsratswahl am 26. Mai 2019 wurden die 5 Sitze wie folgt vergeben:
- CDU, 1 Sitz
- Liste Freies Dannefeld, 3 Sitze
- SPD, 1 Sitz

## Kultur und Sehenswürdigkeiten
- Ein berühmter Brauch ist das jährliche Hunnebrösseln.
- Die evangelische Dorfkirche Dannefeld ist ein rechteckiger Fachwerkbau aus dem Jahre 1775.[21]
- Südwestlich der Ortslage liegt das als Naturdenkmal ausgewiesene Elsholz.
- In der Ortsmitte von Dannefeld steht ein Denkmal für die Gefallenen des Ersten und Zweiten Weltkrieges, eine Denkmalsäule mit einem eisernen Kreuz.[22]

### Vereine
- Reit- und Fahrverein Dannefeld und Umgebung e. V.
- Verein zur Förderung des Feuerwehrwesens Dannefeld e. V.

## In Dannefeld geborene Persönlichkeiten
- Rudi Ebeling (1921– 2007), Maler und Grafiker